# Kobylanka (dopływ Modrzejowianki)
Kobylanka – struga, lewy dopływ Modrzejowianki, o długości 21,49 km. Wypływa w okolicach wsi Parznice, u zbiegu dwóch dróg wojewódzkich nr 733 i 744. W czasie swojego biegu mija miejscowości: Gębarzów, Skaryszew, Wólka Twarogowa, Miasteczko i na północ Niedarczowa Górnego-Wsi wpada do Modrzejowianki.